# 科利纳斯 (南撒丁省)

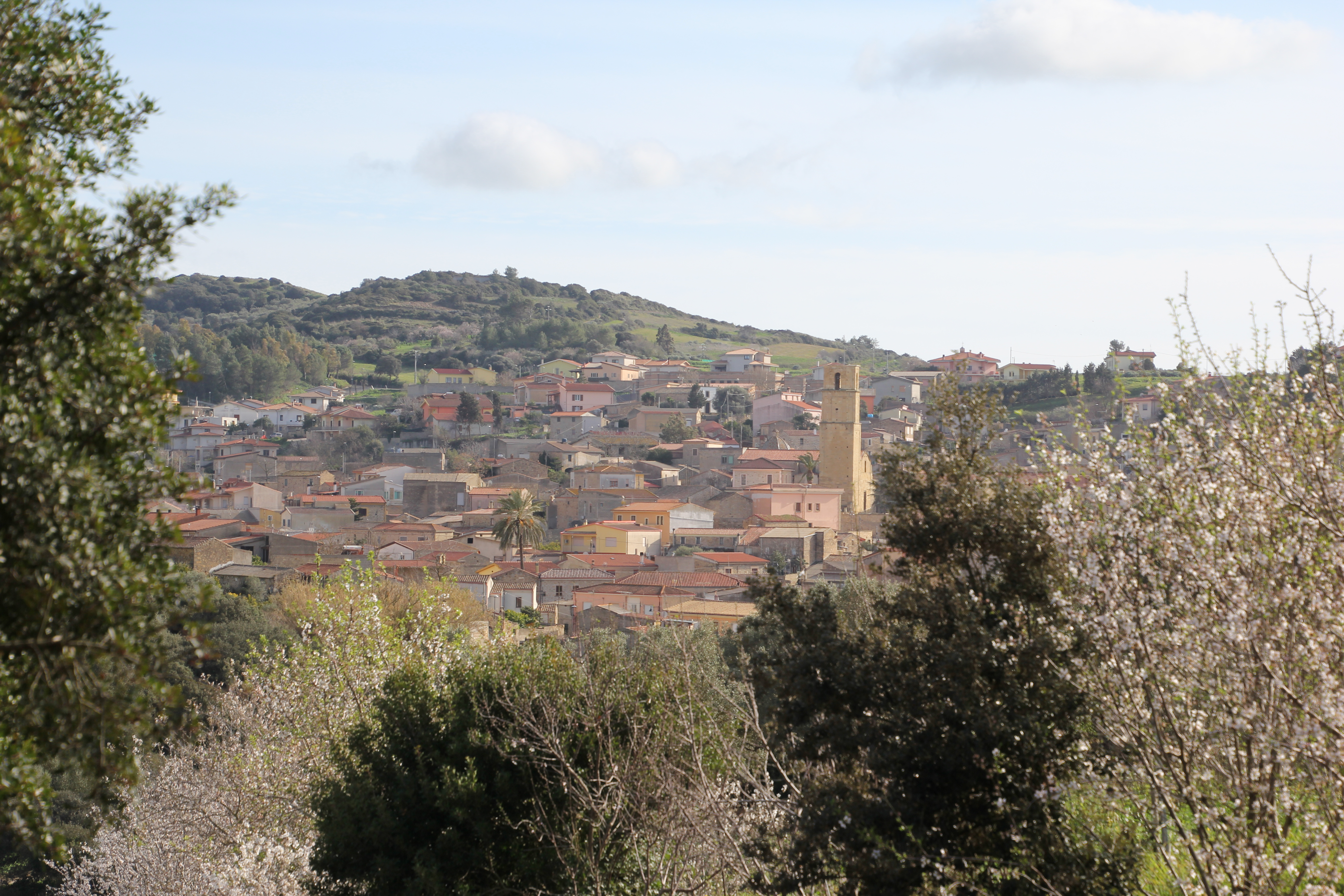
全景图

科利纳斯（義大利語：Collinas）是意大利撒丁大区南撒丁省内的市镇，位于大区首府卡利亚里西北约50公里处。面积为20.8平方公里，人口数量为954人（2004年）。